# Kedves ellenség
A Kedves ellenség (Eredeti cím: Querida Enemiga) a Televisa által 2008-ban készített mexikói telenovella Ana Layevska, Gabriel Soto és Jorge Aravena főszereplésével. Magyarországon elsőként a Zone Romantica tűzte műsorára 2009. július 23-án, 2011-ben pedig megismételte. 2014. július 16-án újra műsorra tűzték a Story5 -ön.

## Történet
Lorena és Sara egy árvaházban nőttek fel, és annak ellenére, hogy teljesen más a személyiségük, testvérekként szeretik egymást. Lorena arról álmodik, hogy egyszer saját családja lesz és rajong a főzésért. Sara sokkal anyagiasabb, mindig is gyűlölte a szegénységet, és sokkal ambiciózusabb, mint Lorena. Sara megtudja, hogy Lorena a milliomos, ezért kiadja magát az unokának, és megpróbálja megszerezni a vagyonát. Lorena épp nagyanyja egyik vállalkozásában kezd el dolgozni, ahol is találkozik a jóképű Alonsóval.

## Szereposztás
| Szerepnév                                     | Színész(nő)          | Megjegyzés                                                                                | Magyar Hang         |
| --------------------------------------------- | -------------------- | ----------------------------------------------------------------------------------------- | ------------------- |
| Lorena de la Cruz                             | Ana Layevska         | Zulema és Omar lánya. Először Alonsóba lesz szerelmes, de végül Ernestót választja.       | Vadász Bea          |
| Alonso Ugarte Solano                          | Gabriel Soto         | Lorena első szerelme.Végül Valeriába lesz szerelmes                                       | Dányi Krisztián     |
| Sara de la Cruz                               | Carmen Becerra       | A "Kedves ellenség".Lorena "legjobb barátnője".Szerelmes Alonsóba.                        | Molnár Ilona        |
| Ernesto Mendiola Chávez                       | Jorge Aravena        | Lorena második szerelme.Végül ő lesz Lorena férje.                                        | Markovics Tamás     |
| Hortensia Aremndáriz                          | María Rubio          | Omar és Jaime édesanyja.Lorena és Vasco nagyanyja                                         | Molnár Zsuzsa       |
| Omar Armendáriz                               | Alfonso Iturralde    | Lorena édesapja. Zulema férje. Diana és Julian nevelőapja. Hortensia fia. Jaime testvére. | Tarján Péter        |
| Jaime Armendáriz                              | Luis Xavier          | Omar testvére.Vasco édesapja. Barbara férje. Végül Marujába lesz szerelmes.               |                     |
| Barbara Amescua de Armendáriz                 | Luz María Jerez      | Jaime felesége.Vasco édesanyja                                                            | Törtei Tünde        |
| Vasco Armendáriz Amescua                      | José Manuel Lechuga  | Barbara és Jaime fia.Lorena unokatestvére. Szerelmes Dianába.                             | Előd Botond         |
| Zulema Ruiz                                   | Socorro Bonilla      | Lorena, Diana és Julian édesanyja. Omar felesége.                                         | Kocsis Judit        |
| Toribio Ugarte                                | Hector Ortega        | Alonso és Paula édesapja. Bettina nagyapja.                                               | Kertész Péter       |
| Paula Ugarte Solano                           | Sharis Cid           | Alonso testvére. Bettina édesanyja.                                                       | Peller Anna         |
| Bettina Aguilar Ugarte                        | Danna Paola          | Paula és Dario lánya. Alonso unokahúga.                                                   | Berkes Boglárka     |
| Diana Ruiz                                    | Luz Elena González   | Zulema lánya. Julian testvére. Lorena féltestvére. Szerelmes lesz Vascóba                 | Kiss Erika          |
| Julían Ruiz                                   | José Carlos Femat    | Zulema fia.Diana testvére. Lorena féltestvére. Szerelmes Rossyba.                         | Előd Álmos          |
| María Eugenia "Maruja" Martínez de Armendáriz | Patricia Martínez    | Rossy édesanyja.Lorena barátnője. Szerelmes lesz Jaimeba.                                 | Vándor Éva          |
| Rosalbina "Rossy" López Martínez              | Bibelot Mansur       | Maruja lánya.Lorena barátnője. Szerelmes Julianba.                                        | Mezei Kitty         |
| Gonzalo "Chalo" Carrasco                      | Mike Biaggo          | Sara cinkosa. Szerelmes lesz Barbarába.                                                   | Damu Roland         |
| Bruno Palma                                   | Marco Méndez         | Alonso "barátja".Diana gyerekének az apja. Sara cinkosa.                                  | Tokaji Csaba        |
| Arturo Sabogal Huerta                         | Mauricio Aspe        | Valeria férje. Egy ideig Barbara szeretője.                                               | Barabás Kiss Zoltán |
| Darío Aguilar                                 | Eduardo Rivera       | Paula volt férje. Bettina édesapja. Eleinte szerelmes Jacquelineba.                       | Háda János          |
| Catalina Huerta                               | Zully Keith          | Arturo anyja, Valeria anyósa.                                                             | Sáfár Anikó         |
| Jacqueline Hernandez                          | Alexandra Grana      | Hortensia cégénél dolgozik. Eleinte Dario szeretője.                                      | Dudás Eszter        |
| Greta                                         | Dalilah Polanco      | Paula barátnője.                                                                          | Sági Tímea          |
| Valeria                                       | Adanely Nunez        | Arturo felesége. Végül Alonsóba lesz szerelmes.                                           | Major Melinda       |
| Iván Liñán Mendiola                           | Jesús Zavala         | Ernesto unokaöccse.                                                                       | Penke Bence         |
| Alex Liñán Mendiola                           | Andrés Torres Romo   | Ernesto unokaöccse.                                                                       |                     |
| Gina Liñán Mendiola                           | Karol Sevilla        | Ernesto unokahúga.                                                                        | Talmács Márta       |
| Malillany Marín                               | Vanessa              | Szerelmes Ernestóba.                                                                      |                     |
| Fanny                                         | Polly                | Alkalmazott Ernesto házában                                                               | Vándor Éva          |
| Mónica Gaitán                                 | Mariana Ávila        | Raymundo lánya. Szerelmes Ernestóba.                                                      | Zakariás Éva        |
| Dra. Noemí Serrano                            | Abril Campillo       | Főorvos a kórházban, ahol Alonso dolgozik.                                                | Bessenyei Emma      |
| Silvia Mendiola Chávez                        | Dobrina Liubomirova  | Ernesto testvére. Egy balesetben meghal.                                                  | Hirling Judit       |
| Raymundo Gaitán                               | Jorge Ortín          | Étteremtulajdonos. Ernesto főnöke, Mónica apja.                                           | Harmath Imre        |
| Trinidad nővér                                | María Alicia Delgado | Apáca az árvaházban, ahol Lorena és Sara nevelkedett.                                     | Andai Katalin       |
| Carmelita nővér                               | Mercedes Vaughan     | Apáca az árvaházban, ahol Lorena és Sara nevelkedett.                                     | Hirling Judit       |
| Clara                                         | Raquel Pankowsky     | Alkalmazott Raymundo éttermében. Szerelmes Toribióba.                                     | Kökényessy Ági      |
| Florencia                                     | Natalia Juárez       | Alonso leukémiás betege.                                                                  | Talmács Márta       |
| Fafy Cuenca                                   | Juan Peláez          | Milliárdos, egykori playboy. Sara férje.                                                  | Barbinek Péter      |
| Santiago Arredondo                            | Abraham Stavans      | Fafy barátja.                                                                             | Bolla Róbert        |
| Alan Zimmerman                                | Mario Casillas       | Sara főnöke és szeretője.                                                                 | Uri István          |
| Ximena                                        | Lina Santos          | Ernesto barátja.                                                                          | Hirling Judit       |
| Asunción nővér                                | Nuria Bages          | Apáca az árvaházban, ahol Lorena és Sara nevelkedett.                                     | Farkasinszky Edit   |
| Fafy barátja                                  | Arsenio Campos       | Fafy régi barátja.                                                                        | Pálfai Péter        |

## Érdekességek
- A nézők dönthették el, hogy Lorena végül Ernestót vagy Alonsót válassza. Indítottak egy internetes szavazást, ahol a rajongók megszavazhatták, hogy Lorena a végén Ernestóval vagy Alonsóval legyen. A többség Ernestóra szavazott.